# カネーンス

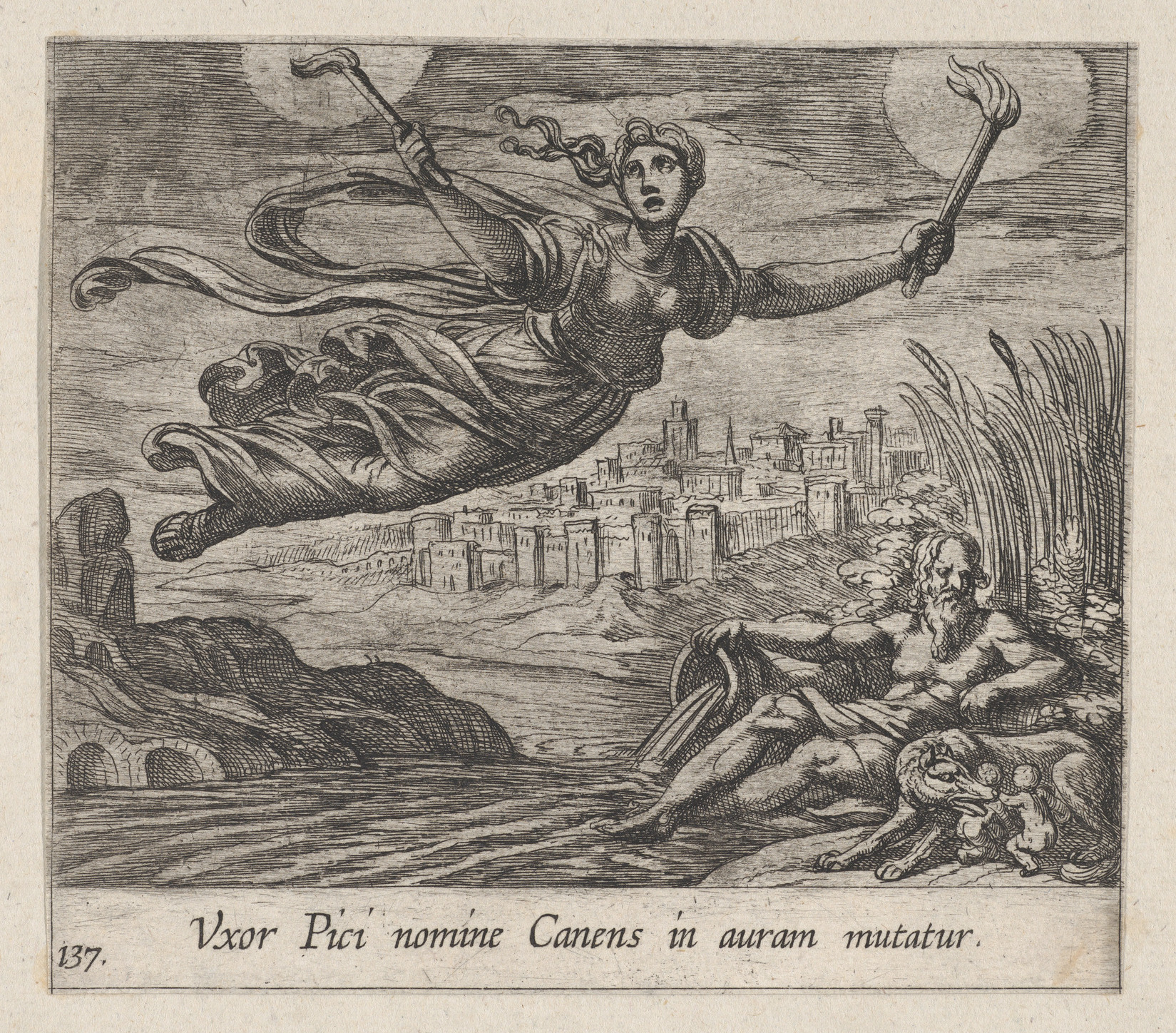
ピークスを探すカネーンス

カネーンス（羅: Canens）は、ローマ神話に登場するニュンペーである。父はヤーヌス神であり、母はニュムペーのウェニーリア。優れた歌い手であったのでカネーンス（歌姫の意）の名で呼ばれた。ラティウムの王ピークスと結婚し、2人は幸福に暮らしたが、魔女キルケーが夫に横恋慕し、ピークスに拒まれたキルケーは彼女の夫をキツツキに変えてしまった。カネーンスは行方の分からないピークスを探し続けたが結局発見できなかったとき、6日6晩の間、悲しみにまかせて狂ったようにラティウムの野山を駆け巡った。ティベリス川にたどり着いたとき疲れ果てた彼女は倒れ、そして最後に悲しみに満ちた歌を歌った後、空気に溶けて消えてしまった。